# Ciclismo nos Jogos Paralímpicos de Verão de 2012 - Contra o relógio masculino em estrada
As competições contra o relógio masculino em estrada do Ciclismo nos Jogos Paralímpicos de Verão de 2012 foram disputadas no dia 5 de setembro no Circuito de Brands Hatch em Kent, Grã-Bretanha.

## Medalhistas

### Classe B
| Ouro   | ESP Christian Venge / David Llaurado Caldero (piloto) |
| Prata  | ITA Ivano Pizzi / Lucca Pizzi (piloto)                |
| Bronze | IRL James Brown / Damien Shaw (piloto)                |

### Classe H1
| Ouro   | IRL Mark Rohan          |
| Prata  | ISR Koby Lion           |
| Bronze | AUT Wolfgang Schattauer |

### Classe H2
| Ouro   | SUI Heinz Frei       |
| Prata  | AUT Walter Ablinger  |
| Bronze | ITA Vittorio Podestà |

### Classe H3
| Ouro   | POL Rafał Wilk   |
| Prata  | AUS Nigel Barley |
| Bronze | GER Bernd Jeffre |

### Classe H4
| Ouro   | ITA Alessandro Zanardi |
| Prata  | GER Norbert Mosandl    |
| Bronze | USA Oscar Sanchez      |

### Classe C1
| Ouro   | GER Michael Teuber |
| Prata  | GBR Mark Colbourne |
| Bronze | CHN Li Zhang Yu    |

### Classe C2
| Ouro   | GER Tobias Graf         |
| Prata  | CHN Liang Guihua        |
| Bronze | ESP Maurice Eckhard Tió |

### Classe C3
| Ouro   | AUS David Nicholas |
| Prata  | USA Joseph Berenyi |
| Bronze | JPN Masaki Fujita  |

### Classe C4
| Ouro   | CZE Jiří Ježek         |
| Prata  | ROU Carol-Eduard Novak |
| Bronze | CZE Jiří Bouška        |

### Classe C5
| Ouro   | UKR Yegor Dementyev   |
| Prata  | CHN Liu Xinyang       |
| Bronze | AUS Michael Gallagher |

## B
| Pos.              | Atleta                                                  | País               | Tempo    |
| ----------------- | ------------------------------------------------------- | ------------------ | -------- |
| Medalha de ouro   | Christian Venge Piloto: David Llaurado Caldero          | ESP Espanha        | 30:48.25 |
| Medalha de prata  | Ivano Pizzi Piloto: Lucca Pizzi                         | ITA Itália         | 30:50.41 |
| Medalha de bronze | James Brown Piloto: Damien Shaw                         | IRL Irlanda        | 31:13.00 |
| 4                 | Daniel Chalifour Piloto: Alexandre Cloutier             | CAN Canadá         | 31:35.68 |
| 5                 | Damien Debeaupuits Piloto: Alexis Febvay                | FRA França         | 31:38.75 |
| 6                 | Vladislav Janovjak Piloto: Róbert Mitošinka             | SVK Eslováquia     | 31:38.83 |
| 7                 | Krzysztof Kosikowski Piloto: Artur Korc                 | POL Polônia        | 31:48.86 |
| 8                 | Clark Rachfal Piloto: David Swanson                     | USA Estados Unidos | 31:53.97 |
| 9                 | Jarmo Ollanketo Piloto: Marko Törmänen                  | FIN Finlândia      | 32:07.15 |
| 10                | Olivier Donval Piloto: John Saccomandi                  | FRA França         | 32:17.51 |
| 11                | Miguel Angel Clemente Solano Piloto: Diego Javier Muñoz | ESP Espanha        | 32:20.57 |
| 12                | Rinne Oost Piloto: Patrick Bos                          | NED Países Baixos  | 32:33.72 |
| 13                | Bryce Lindores Piloto: Sean Finning                     | AUS Austrália      | 33:12.27 |
| 14                | Milan Petrović Piloto: Goran Šmelcerović                | SRB Sérvia         | 34:20.76 |
| 15                | Mohd Khairul Hazwan Wahab Piloto: Khairul Naim Azhar    | MAS Malásia        | 37:20.51 |
| 16                | Alberto Lujan Nattkemper Piloto: Jonatan Ithurrart      | ARG Argentina      | 38:23.82 |
| 17                | Christos Stefanakis Piloto: Konstantinos Troulinos      | GRE Grécia         | 42:14.22 |

## H1
| Pos.              | Atleta                    | Tempo    |
| ----------------- | ------------------------- | -------- |
| Medalha de ouro   | IRL Mark Rohan            | 35:41.54 |
| Medalha de prata  | ISR Koby Lion             | 35:53.30 |
| Medalha de bronze | AUT Wolfgang Schattauer   | 38:02.35 |
| 4                 | USA Anthony Pedeferri     | 38:21.23 |
| 5                 | FRA Rodolph Cecillon      | 39:03.74 |
| 6                 | AUT Christoph Etzlstorfer | 39:03.96 |
| 7                 | BEL Christophe Hindricq   | 39:46.68 |
| 8                 | CZE Martin Kovar          | 39:56.64 |
| 9                 | SUI Tobias Fankhauser     | 40:34.38 |
| 10                | CAN Robert Labbe          | 44:47.70 |
| 10                | SVK Rastislav Tureček     | 49:17.15 |

## H2
| Pos.              | Atleta                   | Tempo    |
| ----------------- | ------------------------ | -------- |
| Medalha de ouro   | SUI Heinz Frei           | 26:52.39 |
| Medalha de prata  | AUT Walter Ablinger      | 26:57.25 |
| Medalha de bronze | ITA Vittorio Podestà     | 27:01.98 |
| 4                 | SUI Lukas Weber          | 27:27.73 |
| 5                 | SUI Jean-Marc Berset     | 28:01.90 |
| 6                 | USA Matthew Updike       | 28:44.82 |
| 7                 | RSA Stuart McCreadie     | 29:03.51 |
| 8                 | FRA David Franek         | 29:56.61 |
| 9                 | LIB Edward Maalouf       | 30:01.34 |
| 10                | GER Max Weber            | 30:20.21 |
| 11                | CAN Mark Beggs           | 31:11.80 |
| 12                | ITA Paolo Cecchetto      | 32:48.48 |
| 13                | CRO Gracijano Turčinović | 35:23.81 |
| 14                | ALB Haki Doku            | 38:23.73 |

## H3
| Pos.              | Atleta                    | Tempo    |
| ----------------- | ------------------------- | -------- |
| Medalha de ouro   | POL Rafał Wilk            | 25:24.17 |
| Medalha de prata  | AUS Nigel Barley          | 26:18.34 |
| Medalha de bronze | GER Bernd Jeffre          | 27:00.90 |
| 4                 | GER Vico Merklein         | 27:05.81 |
| 5                 | FRA Joël Jeannot          | 27:51.96 |
| 6                 | DEN Thomas Gerlach        | 28:10.82 |
| 7                 | ITA Mauro Cratassa        | 28:36.65 |
| 8                 | POL Arkadiusz Skrzypinski | 28:37.07 |
| 9                 | CAN Mark Ledo             | 28:39.64 |
| 10                | HAI Gaysli Leon           | 45:03.66 |

## H4
| Pos.              | Atleta                 | Tempo    |
| ----------------- | ---------------------- | -------- |
| Medalha de ouro   | ITA Alessandro Zanardi | 24:50.22 |
| Medalha de prata  | GER Norbert Mosandl    | 25:17.40 |
| Medalha de bronze | USA Oscar Sanchez      | 25:35.26 |
| 4                 | BEL Wim Decleir        | 26:24.00 |
| 5                 | RSA Ernst van Dyk      | 26:35.95 |
| 6                 | NED Johan Reekers      | 27:06.99 |
| 7                 | ISR Nati Groberg       | 27:30.04 |
| 8                 | NED Jetze Plat         | 27:40.50 |
| 9                 | AUS Stuart Tripp       | 27:47.62 |
| 10                | BUR Lassane Gasbeogo   | 34:28.49 |

## C1
| Pos.              | Atleta                     | Tempo    |
| ----------------- | -------------------------- | -------- |
| Medalha de ouro   | GER Michael Teuber         | 25:16.43 |
| Medalha de prata  | GBR Mark Colbourne         | 25:29.37 |
| Medalha de bronze | CHN Li Zhang Yu            | 26:23.11 |
| 4                 | GER Erich Winkler          | 26:38.87 |
| 5                 | ESP Juan José Méndez       | 26:40.96 |
| 6                 | ARG Rodrigo Fernando López | 27:42.75 |
| 7                 | CAN Brayden McDougall      | 28:17.49 |
| 8                 | USA Anthony Zahn           | 29:18.28 |
| 9                 | CAN Jaye Milley            | 29:25.57 |

## C2
| Pos.              | Atleta                          | Tempo    |
| ----------------- | ------------------------------- | -------- |
| Medalha de ouro   | GER Tobias Graf                 | 24:35.12 |
| Medalha de prata  | CHN Liang Guihua                | 24:40.33 |
| Medalha de bronze | ESP Maurice Eckhard Tió         | 24:40.76 |
| 4                 | FRA Laurent Thirionet           | 24:57.83 |
| 5                 | IRL Colin Lynch                 | 24:58.23 |
| 6                 | CZE Michal Stark                | 25:25.73 |
| 7                 | CZE Ivo Koblasa                 | 25:26.85 |
| 8                 | COL Álvaro Galvis Becerra       | 25:46.71 |
| 9                 | VEN Cirio de Jesús Molina       | 25:48.00 |
| 10                | VEN Víctor Hugo Garrido Márquez | 26:40.12 |
| 11                | SLO Roman Pongrac               | 27:28.45 |
| 12                | CAN Arnold Boldt                | 27:31.82 |
| 13                | SVK Jaroslav Švestka            | 27:53.84 |
| 14                | RSA Jaco Nel                    | 28:12.44 |
| 15                | CHN Xie Hao                     | 29:22.79 |
| 16                | GHA Mumuni Alem                 | 32:49.56 |

## C3
| Pos.              | Atleta                              | Tempo    |
| ----------------- | ----------------------------------- | -------- |
| Medalha de ouro   | AUS David Nicholas                  | 23:22.13 |
| Medalha de prata  | USA Joseph Berenyi                  | 23:31.73 |
| Medalha de bronze | JPN Masaki Fujita                   | 23:55.54 |
| 4                 | NOR Glenn Johansen                  | 24:09.26 |
| 5                 | ITA Roberto Bargna                  | 24:34.39 |
| 6                 | GBR Shaun McKeown                   | 24:44.37 |
| 7                 | GER Steffen Warias                  | 24:57.06 |
| 8                 | RUS Alexsey Obydennov               | 24:58.19 |
| 9                 | FRA Jacky Galletaud                 | 24:59.52 |
| 10                | NZL Nathan Smith                    | 24:59.69 |
| 11                | ESP Juan Emilio Gutiérrez Berenguel | 25:05.22 |
| 12                | KOR Jin Yong-Sik                    | 25:38.03 |
| 13                | ITA Paolo Vigano                    | 26:05.59 |
| 14                | IRL Enda Smyth                      | 27:30.64 |

## C4
| Pos.              | Atleta                        | Tempo    |
| ----------------- | ----------------------------- | -------- |
| Medalha de ouro   | CZE Jiří Ježek                | 32:59.92 |
| Medalha de prata  | ROU Carol-Eduard Novak        | 33:06.93 |
| Medalha de bronze | CZE Jiří Bouška               | 33:34.92 |
| 4                 | ESP Roberto Alcaide           | 33:42.57 |
| 5                 | COL Diego Germán Dueñas Gómez | 34:46.08 |
| 6                 | ESP César Neira               | 35:09.53 |
| 7                 | USA Sam Kavanagh              | 35:31.12 |
| 8                 | CRC Dax Jaikel                | 35:39.02 |
| 9                 | AUT Manfred Gattringer        | 36:43.55 |
| 10                | CHN Ji Xiaofei                | 37:06.71 |
| 11                | JPN Masashi Ishii             | 37:07.11 |
| 12                | BEL Koen Reyserhove           | 37:15.51 |
| 13                | CUB Damián López Alfonso      | 38:08.77 |
| 14                | NOR Morten Jahr               | 38:14.24 |

## C5
| Pos.              | Atleta                          | Tempo    |
| ----------------- | ------------------------------- | -------- |
| Medalha de ouro   | UKR Yegor Dementyev             | 32:12.98 |
| Medalha de prata  | CHN Liu Xinyang                 | 32:21.03 |
| Medalha de bronze | AUS Michael Gallagher           | 33:12.03 |
| 4                 | ITA Andrea Tarlao               | 33:15.94 |
| 5                 | NED Bastiaan Gruppen            | 33:25.75 |
| 6                 | AUT Wolfgang Eibeck             | 33:43.81 |
| 7                 | BRA Soelito Gohr                | 33:53.36 |
| 8                 | DOM Rodny Minier Castillo       | 34:35.42 |
| 9                 | BRA João Alberto Schwindt Filho | 35:03.39 |
| 10                | GER Wolfgang Sacher             | 35:13.84 |
| 11                | IRL Cathal Miller               | 35:14.82 |
| 12                | NZL Chris Ross                  | 36:17.18 |
| 13                | GBR Jon-Allan Butterworth       | 36:56.39 |
| 14                | FRA Cédric Ramassamy            | 37:30.89 |